# Noël dans l'Allemagne nazie

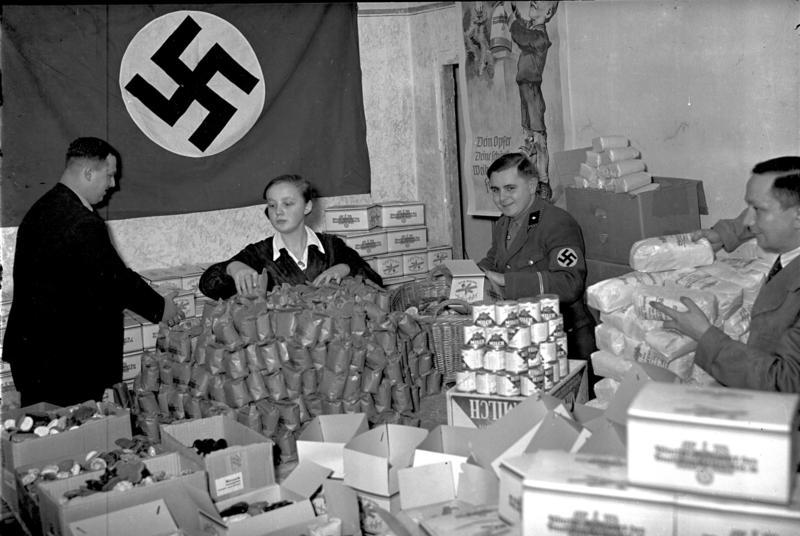
Cadeaux de Noël pour les plus démunis en 1935.

Dans l'Allemagne nazie, la célébration de Noël n'est pas interdite par le régime, mais celui-ci essaie d'aligner la fête religieuse chrétienne sur l'idéologie nazie. Les origines juives de Jésus et la commémoration de sa naissance en tant que Messie israélite préoccupent un certain nombre de nazis. Entre 1933 et 1945, les représentants du gouvernement tentent d'éliminer ces aspects juifs des célébrations civiles de Noël et de les remplacer par des éléments culturels préchrétiens.  

## Contexte
Longtemps, le christianisme a été la principale source spirituelle des peuples germaniques, remontant à l'œuvre missionnaire de Colomban et de Saint-Boniface aux VIe – VIIIe siècles. Or le nazisme veut que le peuple allemand devienne une « communauté nationale » résolue et cohérente, en changeant ses valeurs et ses mentalités. Selon le journaliste américain William L. Shirer, « sous la direction de Rosenberg, Bormann et Himmler — tous trois soutenus par Hitler —, le régime nazi a l'intention d'effacer, s'il le peut, toute trace de christianisme en Allemagne et de remplacer la religion par l'ancien paganisme des premiers dieux germaniques ».
Hitler et le parti nazi promeuvent très tôt le christianisme positif, mais, à la suite d'une dispute avec Alfred Rosenberg, Hitler] qui a abandonné la religion en 1941, déclare que cette doctrine n'est pas la position officielle du parti. Le christianisme positif lui-même n'est pas exclusivement chrétien et est ouvert aux non-théistes. Ce mouvement a même promu Wotan dans l'ouvrage Le Mythe du vingtième siècle. 
Les premières célébrations de Noël nazies ont lieu en 1921, lorsque Adolf Hitler prononce un discours dans une brasserie à Munich, devant 4 000 sympathisants. Des journalistes de la police secrète écrivent à cette occasion que la foule applaudit quand Hitler condamne la « pleutrerie des Juifs », lorsqu'ils ont crucifié Jésus. La foule entonne ensuite des hymnes nationalistes et des chants autour d'un sapin de Noël, et l'on offre des cadeaux aux enfants de la classe ouvrière. Après avoir pris le pouvoir en 1933, les idéologues nazis cherchent d'abord à rejeter les anciennes traditions de Noël de l'Allemagne — renommant la fête Julfest et propageant ses origines germaniques comme celles liées à la célébration du solstice d'hiver. Mais, pour la majorité des Allemands, les traditions chrétiennes restent profondément liées à la célébration de la Nativité, et les Églises, indignées par le retrait du Christ des fêtes de Noël, s'efforcent de maintenir les traditions chrétiennes entre leurs fidèles. 

## Noël sous le régime nazi

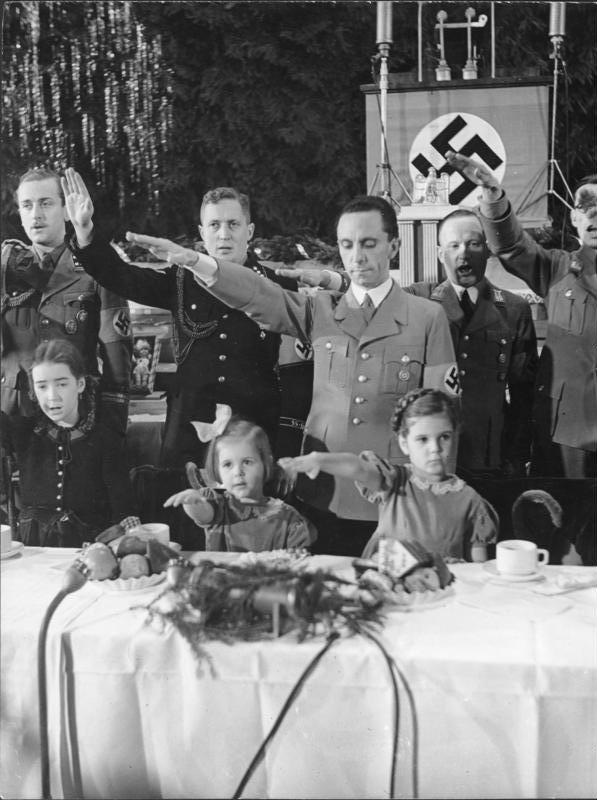
Joseph Goebbels avec ses enfants au « Noël du peuple » en 1937

### Généralités
Les idéologues nazis affirment que les éléments chrétiens de la fête ont été substitués aux anciennes traditions germaniques. 
Ils soutiennent que le réveillon de Noël n'avait à l'origine rien à voir avec la naissance de Jésus-Christ, mais était la célébration du solstice d'hiver et de la « renaissance du soleil », que la croix gammée est un ancien symbole du soleil et que le Père Noël résulte d'une « transformation » chrétienne du dieu germanique Odin. En conséquence, des affiches de Noël sont réalisées pour représenter Odin comme « l'homme de Noël ou du solstice ». 

### La crèche
La crèche traditionnelle est remplacée par un jardin contenant des chevreuils en bois et des lapins. Marie et Jésus y sont représentés comme une simple mère avec son enfant blond.  

### Le sapin
Le sapin de Noël subit également des transformations. 
Les noms traditionnels de l'arbre, Christbaum ou Weihnachtsbaum, sont remplacés dans la presse par « sapin », « arbre clair » ou « arbre de Jul ». 
Parfois, à son sommet, se substitue à l'étoile traditionnelle, une roue solaire germanique ou une rune sig et les illuminiations prennent la forme de croix gammées,. 

### Les chants
Les chants de Noël changent eux aussi. 
Les paroles de « Sainte Nuit » sont modifiées, de sorte que le texte révisé ne fait plus aucune référence à Dieu, ni au Christ, ni à la religion chrétienne — la version rectifiée survit pendant plusieurs années dans l'Allemagne de l'après-guerre,. 
Le « noël » le plus populaire promu par les nazis est « La Nuit exaltée des étoiles claires » de Hans Baumann (Hohe Nacht der klaren Sterne), qui se maintient au répertoire après l'effondrement de l'Allemagne nazie — il est régulièrement joué dans les années 1950, et l'est encore parfois aujourd'hui. 

### Les cadeaux

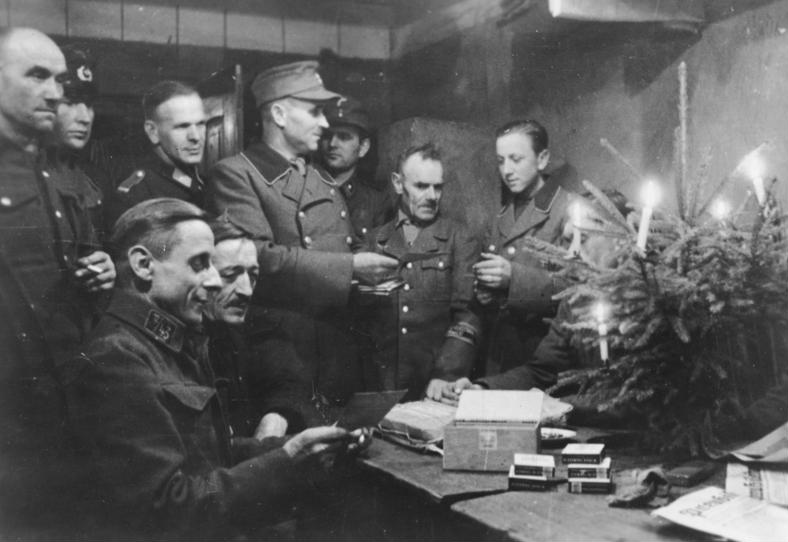
Soldats allemands de la Volkssturm à Noël en 1944, en province de Prusse-Orientale.

Dans les catalogues des magasins de jouets diffusés pendant la période des fêtes de Noël, on trouve des soldats SS en chocolat, des chars, des avions de chasse et des mitrailleuses. 
En guise de reconnaissance, Heinrich Himmler offre fréquemment aux membres des SS un Julleuchter (lanterne de Noël), une sorte de chandelier germanique orné, dont certains sont fabriqués au camp de concentration de Dachau. 
Les femmes au foyer sont invitées à préparer pour leurs enfants, des biscuits en forme d'oiseaux, de roues et de croix gammées.

### Essoufflement du mouvement
En 1944, le mouvement visant à éliminer les influences chrétiennes de Noël diminue à mesure que le gouvernement se concentre davantage sur l'effort de guerre,.

## Opposition
Alors que la plupart des Allemands adoptent la « nazification » de Noël, il y a parfois des réactions hostiles à ces changements. 
Des dossiers de la Frauenschaft (organisation politique féminine nazie) rapportent que les tensions explosent lorsque les propagandistes « invitent » avec trop d'« insistance » à ne pas respecter la religion, ce qui suscite beaucoup de doutes et de mécontentement. 
Les organisations religieuses font partie des opposants à ce projet. Les rapports indiquent qu'à Düsseldorf, le clergé protestant profite des fêtes de Noël pour promouvoir les clubs de femmes et encourager l'adhésion. De son côté, le clergé catholique menace d'excommunication toute femme qui rejoindrait la Ligue nationale-socialiste des femmes ; et certaines religieuses boycottent les événements de Noël organisés par cette ligue.

### Voir également
- Religions sous le Troisième Reich
- Kirchenkampf
- Noël en Allemagne
- Winterhilfswerk